# Trasmissioni radiotelevisive per gli italiani all'estero
Le trasmissioni radiotelevisive per gli italiani all'estero sono produzioni audiovisive in lingua italiana con finalità di informazione o intrattenimento, destinate alle comunità italiane nel mondo. Vengono prodotte sia dal servizio pubblico radiotelevisivo nazionale, oggi Rai, sia da enti privati (Mediaset) e possono essere gratuite o a pagamento. Sono disponibili su diverse piattaforme di trasmissione: digitale terrestre, digitale satellitare, via cavo o IPTV per la televisione, FM, AM o DAB per la radio. I programmi radio possono essere inoltre trasmessi anche via digitale terrestre, via satellite o via internet. Per fruire di queste produzioni è indispensabile un apparecchio ricevitore analogico o digitale (smartphone, tablet, notebook, PC, televisione, radio), e se necessario di un decoder.

## Trasmissioni radiotelevisive per le comunità italiane nel mondo
L’Italia, tra le altre nazioni europee, è quella che ha il maggior numero di cittadini residenti all’estero. Questa specificità rientra all’interno del fenomeno della grande emigrazione italiana, ponendosi come elemento strutturale della società e dell’economia del Paese. Secondo le ultime stime ufficiali gli italiani residenti all’estero sono oggi 4.636.647. Un dato importante che registra una crescita degli espatri del +49,3% nel decennio 2006-2015 e che evidenzia come l’Italia, seppur con diverse caratteristiche rispetto a quelli del secolo scorso, sia ancora una terra d’emigrazione. Le trasmissioni radiotelevisive per i connazionali all’estero si inseriscono in modo costruttivo all’interno di questo fenomeno, contribuendo alla diffusione della lingua e della cultura italiana nel mondo. Esse si pongono, dalla loro nascita in poi, come un valido strumento per un’integrazione attiva, favorendo il multiculturalismo e il multilinguismo. La tipologia e i generi di queste trasmissioni sono cambiate negli anni in base al profilo del pubblico audiovisivo, rappresentato dall’emigrante portatore dei valori culturali acquisiti nella società di partenza.

### L’influenza delle trasmissioni radiotelevisive sugli italiani all'estero nel XX secolo
Il periodo che va dal 1870 al 1970 è conosciuto come il secolo della grande emigrazione: espatriarono fuori dai confini nazionali circa 21 milioni di persone, delle quali circa 7 milioni in via definitiva. Dal 1876 e per circa un secolo dunque la penisola italiana fu contraddistinta da un flusso inarrestabile verso l’esterno. Gli emigranti si dirigevano sia in Europa (Francia, Svizzera, Germania, Belgio) che fuori d’Europa (Brasile, Argentina e USA sino al 1914, Canada e Australia dopo la seconda guerra mondiale), nella speranza di trovare condizioni di lavoro migliori e di acquisire una maggiore dignità economica. Si trattava, nella prima ondata migratoria, di persone dialettofone e analfabete. Queste caratteristiche si posero all’estero come un grande limite per i seguenti motivi: 
- Non erano in grado di comunicare con gli altri emigranti provenienti da zone d’Italia diverse da quella di origine.
- Non potevano scrivere una lettera di saluto ai familiari, né aggiornarli sui risparmi accumulati, senza affidarsi ad una persona estranea in grado di farlo.

Lungo questo secolo non vi fu alcun intervento, da parte delle istituzioni ufficiali, per attuare una politica linguistica d’integrazione sia col paese ospitante che con la terra d’origine. In molti contesti gli effetti più importanti in tal senso vanno ricondotti ad un forte associazionismo e al potere comunicativo delle trasmissioni radiotelevisive.
Le prime trasmissioni radiofoniche in italiano per l’estero, diffuse per la prima volta nel 1934, parlavano una lingua che non era quella degli emigranti. Eppure questo tipo di comunicazione, caratterizzata da quell’efficacia propria del linguaggio parlato, risultava comprensibile anche dagli analfabeti e fu anzi per costoro motivo di inclusione sociale e miglioramento culturale. A differenza della stampa le trasmissioni radiofoniche, principalmente notiziari e rubriche politiche come Cronache del Regime, erano in grado di veicolare un’informazione largamente comprensibile. Per questo durante il XX secolo la radio prima e la televisione poi si imposero come media di massa.
Sono stati gli unici mezzi di comunicazione, prima dell’avvento di internet, in grado di accorciare le distanze, superare le identità territoriali e aggregare entità fra loro separate. Il rientro a casa era il grande sogno che accomunava gli emigranti e la lingua italiana, veicolata dalla madrepatria quasi esclusivamente attraverso le trasmissioni radiotelevisive, si impose ben presto come lingua d’emigrazione di massa. Essa costituiva un legame affettivo che univa ogni emigrante alle proprie radici ed era al contempo guardiana dello spazio di ricostruzione di un’identità etnica nazionale. Gli italiani in terra straniera, vivendo in una condizione di subordinazione linguistica, furono così stimolati all'apprendimento della lingua italiana.
Al contrario, nella madrepatria degli anni cinquanta l’indice di scolarità era pari a quello dei paesi sottosviluppati: tre anni circa di scuola a testa distribuiti tra chi aveva la laurea e la massa enorme di chi aveva bassi livelli di istruzione, ovvero coloro che sceglievano la via dell’emigrazione. Chi ha poi scelto di rientrare in patria, si è andato ad inserire nel contesto socio-culturale originario come elemento di progresso.

### L’influenza delle trasmissioni radiotelevisive sugli italiani all'estero nel XXI secolo
A partire dal 1970 questo grande flusso verso l’esterno si arresta. I rientri superano le partenze e l’Italia si trasforma da paese di emigrazione a paese di immigrazione. Solo nel decennio 2006-2015, a fianco dei continui flussi verso l’interno del Paese, sono ripartiti anche quelli verso l’esterno. Sono questi gli anni in cui è aumentato il livello di istruzione degli italiani raggiungendo, con 13 anni obbligatori di scuola a testa, gli indici di scolarità dei Paesi ad alto sviluppo.
La cosiddetta nuova emigrazione vede espatriare una diversa tipologia di persone chiamate “cervelli in fuga”, laureati e persone colte che non hanno trovato un lavoro in patria o una retribuzione adeguata alle proprie competenze professionali. Le trasmissioni radiotelevisive del terzo millennio si vanno ad inserire in questo contesto in maniera meno efficace rispetto al passato, soprattutto perché subiscono la nuova rivoluzione tecnologica che pone internet a fianco dei mass media storici come stampa, radio e tv. Cambiano così i modi e i supporti di visione (notebook, pc, smartphone, tablet) che si vanno ad affiancare a quelli standard. Così pure cambiano le tipologie di canale di trasmissione: tutto si può vedere ovunque, in diretta, registrato oppure on demand, ed è possibile rivedere o riascoltare in streaming qualunque programma a qualsiasi ora del giorno e della notte, in ogni punto del mondo.
Al fianco delle produzioni dei canali ufficiali di stato della rete RAI, che inizia a pensare a palinsesti ad hoc e canali tematici, si sviluppano anche quelle private con le tv e le radio libere. Nel 1995 nasce all’interno della RAI un canale interamente dedicato alla programmazione per l’estero, Rai International, che prosegue le attività fino al 2011 per poi essere trasformato in Rai World. Decade così il canale ufficiale dedicato agli italiani nel mondo in virtù di un’abbondanza di altri canali e di strumenti, di un’accesa concorrenza da parte di Mediaset Italia, oltre che da una ricchezza e quantità di programmi un tempo inimmaginabili. Il nuovo obiettivo della RAI è quello di sfruttare tutte le piattaforme in relazione alla rete, offrendo canali generalisti, tematici e dedicati.
Lo scopo di questi programmi è coinvolgere i connazionali all’estero nella diffusione dell’italiano, distinguendo i gruppi per i quali la lingua italiana può diventare un’esigenza di appropriazione, riappropriazione, ricostruzione di un legame con un passato più o meno lontano o con una terra d’origine più o meno distante, anche decostruendo stereotipi e luoghi comuni legati alla diffusione dell’immagine italiana nel mondo. Questo perché le comunità italiane all’estero non sono formate solo dai nuovi emigranti italofoni, ma anzi essi si vanno ad affiancare ai milioni di oriundi, che in genere perdono la conoscenza della lingua di origine entro la terza generazione, e agli italofili del mondo.

## Storia delle trasmissioni radiotelevisive per gli italiani nel mondo: 1931-2016

### Le prime radiotrasmissioni per l'estero (1934-1943)
Il successo internazionale della radio come mezzo di comunicazione di massa si data a partire dal primo trentennio del XX secolo. Per quanto riguarda l'Italia, il servizio radiofonico nazionale venne inaugurato il 6 ottobre del 1924 sotto l’egida della prima società di broadcasting, l’Unione Radiofonica Italiana – URI, trasformata poi nel 1928 in Ente Italiano per le Audizione Radiofoniche – EIAR. Un decreto regio stabilì infatti che l’impianto e l’esercizio di comunicazione per mezzo delle onde elettromagnetiche doveva essere riservato allo Stato, mentre al Governo spettava la possibilità di concedere questi servizi in concessione. Oltre alle trasmissioni per l’Italia, il Paese iniziò la programmazione per gli italiani all’estero dal 1934, ponendosi come nazione pioniera nelle trasmissioni ad onde corte. Originariamente irradiate nel Nord America, con programmi sia in italiano che in inglese, le trasmissioni arrivarono circa un anno dopo anche nel Sud America in lingua italiana, spagnola e portoghese. Il 7 aprile 1935 le trasmissioni in lingua italiana, come riporta il Radiocorriere dell'epoca, vengono per la prima volta trasmesse anche nel bacino del Mediterraneo. Si riporta di seguito il discorso inaugurale del presentatore Pietro Parini:
(Pietro Parini, discorso inaugurale 1935)
La funzione di comunicazione e collegamento con le grandi comunità dell’emigrazione italiana fu particolarmente importante sino all’avvento della Seconda guerra mondiale, portando all’istituzione nel 1938 di una vera e propria Università Radiofonica Italiana per la diffusione della lingua e della cultura nazionale nel mondo. I radioprogrammi per l’estero posero il Paese all’avanguardia rispetto al resto d’Europa sia in termini di quantità dei programmi che di qualità dei contenuti, che variavano su concerti, teatro, sport e notizie.
Il primo grande evento sportivo radiotrasmesso della storia, diffuso in cinque lingue e nove Paesi (Italia, Egitto, Stati Uniti, Ungheria, Spagna, Belgio, Svizzera, Olanda, Argentina), fu il Campionato mondiale di calcio del 1934. L’Italia, dal suo principale centro di trasmissione a onde corte di Roma Prato Smeraldo, diffuse la radiocronaca di Nicolò Carosio in lingua italiana sia in Egitto che negli Stati Uniti.
Lo sviluppo repentino delle trasmissioni internazionali fu spinto soprattutto da ragioni di potenza e presenza geopolitica, sulla scia dei comportamenti delle altre grandi Nazioni europee come Gran Bretagna, Francia, Olanda e Germania. In particolare, il potere della radio venne pienamente compreso dal regime fascista che ne fece uno strumento di propaganda politica controllandone i contenuti. Accanto alle trasmissioni per gli italiani all’estero vi erano anche quelle diffuse in numerose lingue europee ed extraeuropee, così da divulgare i principali eventi del Paese nel mondo. In questo contesto si inserisce la nascita di una delle trasmissioni più significative ed efficaci per quanto riguarda l’informazione radiofonica del periodo fascista, le Cronache del Regime, che dal 1933 al 1936 diffuse quotidianamente quindici minuti di notizie per orientare la pubblica opinione nella direzione indicata dalle ferree direttive del duce.
Tra le trasmissioni dedicate all’intrattenimento internazionale è interessante ricordare i Grandi Concerti Martini&Rossi, sponsorizzati proprio dall'azienda dalla quale prendono il nome. Chiamati anche "concerti del lunedì", dal 1936 al 1943 presentarono arie operistiche interpretate dai grandi cantanti lirici italiani del tempo, oltre che da esordienti. Tale fu il successo riscontrato nel grande pubblico da spingere a riaprire il programma anche dopo l’interruzione dovuta alla guerra, con un nuovo ciclo di concerti, per un totale di oltre 350, che dal 1945 al 1964 contribuirono a divulgare la grande musica italiana nel mondo.
Con l’entrata dell’Italia nel secondo conflitto bellico mondiale, i racconti di guerra divennero un vero e proprio genere radiofonico. A partire dal 23 giugno 1940 le trasmissioni vennero unificate cosicché tutte le stazioni potessero diffondere un unico programma con contenuti specifici:
• Bollettini di guerra;
• Trasmissioni di intrattenimento destinate sia al fronte di guerra che alla popolazione civile;
• Trasmissioni di propaganda politica per l’Italia e per l’estero di natura strategico-militare;
In generale, i programmi di natura culturale e spirito evasivo vennero ridotti fortemente per lasciar spazio a trasmissioni dall’esplicito intento propagandistico, oltre all’informazione del giornale radio che venne potenziata al massimo. A partire dal 1940 ogni Paese europeo impose a chi viveva nei confini di Stato, sia connazionali che espatriati, il divieto assoluto di ascoltare le radio estere. Le trasmissioni RAI per gli italiani all’estero divennero quindi, fra gli altri, motivo di diatriba politica. Con l’armistizio di Cassibile dell’8 settembre 1943, all’Italia fu vietato di effettuare trasmissioni radiofoniche ad onde corte, che furono definitivamente interrotte.

#### Le radio internazionali con trasmissioni in italiano
Le Comunità italiane nel mondo, oltre a sintonizzarsi sui canali radio nazionali per ascoltare le trasmissioni a loro dedicate dall’Italia, potevano collegarsi anche a quelle stazioni radio estere che avevano iniziato a trasmettere in lingua italiana. Fra le prime ad avviare queste trasmissioni ci fu la Direzione dell’Ente autonomo per la Radiodiffusione nella Svizzera Italiana (EARSI), che nel 1932 sancì l’avvio delle trasmissioni radiofoniche di Radio Monteceneri (Lugano) in lingua italiana. Poco dopo, nel 1933, fu la volta di Radio Mosca che trasmetteva irregolari trasmissioni in lingua italiana tra i dieci e i quindici minuti veicolando le informazioni della ITAR-TASS, l’agenzia russa di informazione telegrafica, sostituite solo nel 1937 dalle informazioni curate da una redazione italiana in Russia. Nel 1939 anche la BBC inglese inaugurò le proprie trasmissioni in lingua italiana da Radio Londra.
Un successo particolare ebbero le trasmissioni della radio tedesca Deutscher Kurzwellensender che all’inizio del 1940 iniziò a diffondere ben otto programmi al giorno in lingua italiana, dalle otto del mattino sin dopo la mezzanotte, per un totale di quindici minuti circa a programma. I contenuti erano sostanzialmente notiziari volti ad esaltare la linea politica di Hitler. Trasmessi in onda corta e media, riuscirono a coprire gran parte dell’Europa. Nel 1941, alla vigilia dell’attacco di Pearl Harbor, anche il Giappone si affacciò alle onde corte e diede avvio ad un programma in lingua italiana che ebbe vita breve. Radio Giappone riprese la sua trasmissione in lingua italiana solo nel 1960 con un programma molto apprezzato dagli ascoltatori italiani, seguitissimo sino alla sua chiusura nel 2007.

#### Radio Vaticana e le comunità cattoliche nel mondo
Oltre alla radio ufficiale di Stato, nel 1931 ebbero inizio anche le trasmissioni di Radio Vaticana, la radio che parlava ai fedeli di tutto il mondo. Il discorso inaugurale di papa Pio XI fu introdotto da Guglielmo Marconi, che evidenziò in questo passaggio un momento storico della Storia della Chiesa:
(Guglielmo Marconi, Rai Teche)
Le trasmissioni della nuova stazione radio iniziarono ad andare in onda in maniera regolare come esercitazioni radiofoniche, così da evitare tensioni con il regime fascista. Esse, trasmesse in latino, venivano poi tradotte in varie lingue del mondo, fra cui l'italiano. L'obiettivo del pontefice era quello di portare il messaggio di fede e di speranza nel mondo a tutti i fedeli che, sacrificandosi per la famiglia alla ricerca di un futuro migliore, scelsero la difficile via dell’emigrazione. Questo appuntamento fu significativo per le comunità italiane all'estero, che attraverso la voce del Papa consolidarono il legame con le tradizioni culturali e religiose del Paese.

### L'informazione radiofonica per gli italiani all'estero nel secondo dopoguerra (1946-1952)

#### La ricostruzione dei centri di trasmissione
Con la fine della guerra, nel 1946 furono ripristinate le radiotrasmissioni per l’estero in lingua italiana. Alle emissioni per l’Europa e le Americhe, seguirono nel 1948 quelle per l’Australia, i Paesi Arabi e il Sud-Africa. Il servizio pubblico radiofonico venne riorganizzato sotto una nuova società concessionaria, la RAI Radio Audizioni Italiane, che acquistò la principale stazione radio dell'epoca, Radio Roma, nata nel 1943 come emittente del Psychological Warfare Branch.
Proprio da qui si ricominciò trasmettendo modesti programmi di quindici minuti, curati dal Servizio per l’Informazione e la Proprietà Letteraria della Presidenza del Consiglio dei Ministri.
Alla RAI spettò invece il compito di ricostruire le stazioni radio colpite durante il conflitto, il quale aveva portato alla distruzione di nove centri a onde corte sugli undici allora esistenti. Si ricominciò dalla stazione di Roma Prato Smeraldo, dove nel 1949 venne inaugurato il nuovo centro di trasmissione a onde corte, grazie al quale il già citato Servizio che curava l’informazione per l’estero poté incrementare il palinsesto sino a coprire venti ore quotidiane di trasmissione.
Nel 1945 nacque a Roma l’Agenzia Nazionale Stampa Associata (ANSA), che con i suoi impianti radiofonici ad onde corte trasmetteva in tutto il mondo i suoi bollettini d’informazione in lingua italiana. L’attività radiofonica dell’ANSA si interruppe negli anni novanta per proseguire su diversi canali di informazione (via satellite e via internet).

#### La cattiva influenza politica americana sugli italiani nel mondo
Interessante per questi anni risulta la collaborazione nata nel 1944 fra la RAI e la radio del governo americano, Voice of America, ai quali in seguito si unirono poi la BBC britannica e la Radio Diffusion Française. Queste società collaborarono insieme ad un programma radio internazionale, noto negli USA come Radio University e in Italia come Università Internazionale Guglielmo Marconi, incentrato su servizi di approfondimento culturale per oltre un’ora di trasmissione. In questo modo la produzione di materiali e di programmi risultava molto meno costosa di quella necessaria per le onde corte, i cui centri di trasmissione erano in attesa di essere ricostruiti o migliorati.
In realtà però il motivo propulsore della collaborazione fu un altro. Questi programmi non avevano l’obiettivo di informare le comunità italiane negli USA sulle principali notizie provenienti dalla madrepatria, né quello di diffondere la cultura italiana nel mondo, ma il contrario. Attraverso i servizi radiofonici di Stato, l'America cercò di influenzare il modello culturale e socio-politico italiano con la voce di personaggi pubblici come, fra le altre, quella di Mike Bongiorno. Ne risultò che le trasmissioni italiane per l’America e quelle americane per l’Italia parlavano solo di quanto bello fosse l’american way of life, con l’obiettivo di influenzare l’opinione pubblica italiana in Europa e nel mondo.

#### Miglioramento dell'informazione per gli italiani all'estero
La ricostruzione e l’ammodernamento dei mezzi tecnici attuato dalla RAI terminarono nel 1951 con l’installazione di sei trasmettitori nella stazione di Prato Smeraldo, dei quali uno interamente dedicato alla radiodiffusione per gli italiani all’estero residenti in Europa, Africa e bacino del Mediterraneo. Interessante è la testimonianza di Gilberto Bernabei per Italiani nel mondo:
(Gilberto Bernabei, Italiani nel mondo)
Nell’immediato dopoguerra anche dal punto di vista della programmazione si pose necessaria una rapida ed efficace ristrutturazione. Vennero creati inizialmente due diversi programmi a diffusione nazionale, chiamati Rete Rossa e Rete Azzurra dal 1946 al 1951. La loro programmazione fu complementare: musica e prosa, opera e varietà, musica sinfonica e musica leggera. Si trattava di programmi di buona qualità, pianificati con almeno tre mesi di anticipo. Successivamente, dopo l’ammodernamento tecnico del 1951, venne attivata la riforma delle trasmissioni radiofoniche sulle reti nazionali distribuite su tre canali differenziati:
1. La Rete Rossa diventò il Programma Nazionale, l’attuale Rai Radio 1, prevalentemente centrato sull’informazione, l’aggiornamento e il dibattito. Si trattava della voce principale del servizio pubblico, espressione dell’identità nazionale. Sul piano tecnico era servito da una serie di trasmettitori ad onde medie che irradiavano un segnale di buona qualità su tutta Italia, in Europa e nel bacino del Mediterraneo.
2. La Rete Azzurra diventò il Secondo Programma, l’attuale Rai Radio 2, caratterizzato da un palinsesto generalista con ampio spazio all’intrattenimento. Anch’esso era servito da un trasmettitore ad onde medie che diffondeva il segnale in gran parte del territorio italiano, europeo e del bacino del Mediterraneo.
3. Venne poi istituito un Terzo Programma, l’attuale Rai Radio 3, di impronta spiccatamente culturale. Irradiato da impianti in onda media integrati sia da trasmettitori a modulazione di frequenza che a onde corte, copriva solo il 30%-40% del territorio nazionale ma arrivava anche in alcuni territori oltre confine.

#### La programmazione dei nuovi canali
In linea con la storia contemporanea del Festival della canzone italiana, assume un peso storico la radiodiffusione del primo Festival di Sanremo del 1951. Di seguito si riporta un frammento del discorso inaugurale del presentatore Nunzio Filogamo, che si rivolge così alle comunità italiane nel mondo:
(Nunzio Filogamo, Festival di Sanremo 1951)
La nuova articolazione venne completata nel 1952 con il Notturno dall’Italia, una programmazione a reti unificate a onde corte che permetteva a tutte le comunità italiane nel mondo di ascoltare musica classica e leggera inframezzata da brevi notiziari. Questa organizzazione del palinsesto RAI rimase invariata sino alla successiva riforma del 1975.
In linea generale i contenuti dei programmi radiofonici nazionali ed internazionali parlavano d’attualità, con ampio spazio per le trasmissioni culturali e sportive e particolare attenzione per quelle che mettevano in contatto gli italiani emigrati con la loro terra d’origine.
Nel decennio del boom radiofonico, gli anni cinquanta, si arrivò a coprire undicimila ore di trasmissione all’anno, in trentadue lingue e con programmi destinati a cinquantadue paesi. Se è vero che la programmazione per l’estero non era esclusivamente rivolta agli italiani nel mondo, prioritariamente si sviluppò la funzione originaria di collegamento simbolico con i connazionali all’estero e la diffusione dell’arte, della cultura e della lingua italiana.

### I programmi per gli italiani all'esterno diventano radiotelevisivi (1952-1975)

#### L'informazione leggera della televisione
Nel 1954 iniziarono le trasmissioni televisive e RAI Audizioni Italia diventò RAI Radiotelevisione Italiana. Il nuovo mezzo si inserì nelle aziende nate per la radio, ne ereditò la normativa e i mezzi tecnici oltre ad imitarne i generi. Giornalisti, funzionari e tecnici RAI impegnati nelle nuove linee produttive, sono concordi nell’affermare che durante il periodo sperimentale la televisione veniva considerata negli ambienti aziendali poco più che una curiosità tecnica senza alcuna prospettiva di reale sviluppo.
La sua diffusione non fu subito capillare, sia a causa del costo degli apparecchi che dell’organizzazione dei palinsesti, i quali prevedevano un solo programma in prima serata. La radio, al contrario, moltiplicò la sua offerta e sviluppò la programmazione notturna. Sul Programma Nazionale venne dato ampio spazio alle Comunità italiane all’estero con la trasmissione Guida per gli emigranti. Anche le emittenti straniere si occuparono degli italiani all’estero, ai quali dedicarono trasmissioni molto diffuse come Un po’ per voi, Cordialmente dall’Italia e Appuntamento italiano. Gli obbiettivi che si ponevano i dirigenti Rai erano quelli di informare, divertire, educare, ma soprattutto quello di rinsaldare i legami degli emigranti con la madrepatria ricreando quell’identità nazionale perduta durante la guerra. L’entusiasmo di questa nuova organizzazione, che diffondeva nel mondo programmi ben accolti dalle Comunità italiane all’estero, si può percepire dalla lettera che Giulietta Bossi Conca, italiana residente negli USA (North Branfors, Connecticut) inviò il 24 gennaio 1951 a Radio Roma:
(Giulietta Bossi Conca, lettera a Radio Roma, 1951)
Anche la Presidenza del Consiglio dei Ministri fu soddisfatta del buon andamento dei radioprogrammi irradiati giornalmente in lingua italiana per l’estero. I membri del Consiglio comunicarono inoltre un elenco dettagliato delle richieste provenienti dalle ambasciate e dai consolati italiani per i connazionali in loco. Fra i materiali a loro inviati ci sono:
- Nastri magnetici con incisi fotomontaggi di varietà (in particolare le canzoni presentate all’ultimo Festival di Sanremo del 1961)[26];
- Apparecchi per registrare i messaggi degli italiani a Buenos Aires, trasmessi all'interno del programma Ora italiana[27];

Tutta la programmazione Rai, sia radio che televisiva, venne dunque incentrata quasi esclusivamente sull’intrattenimento, dedicando oltre il 90% dello spazio alla musica, allo sport, alla pubblicità o ad un’informazione strettamente locale. Il carattere di questi programmi era quindi leggero e disimpegnato, senza l’interesse di valorizzare l’informazione che invece avrebbe dovuto essere il principale obiettivo del Servizio Pubblico Radiotelevisivo. Ciò emerge anche dalle parole del direttore RAI per le trasmissioni per l’estero, che così riassume l’offerta della rete di fronte alla Commissione Affari Esteri della Camera dei deputati:
(Direttore RAI, Discorso alla Camera)
Fra i programmi d’intrattenimento sportivo si ricorda l’appuntamento con Tutto il calcio minuto per minuto, che dal 1960 viene considerato uno dei capisaldi fra i programmi radiofonici di genere. Molto seguito anche all’estero, svolgeva un collegamento importante con le comunità italiane nel mondo che attraverso la radiocronaca riscoprivano la passione calcistica che le legava alla terra d’origine.

#### Rinnovamento dei contenuti per le trasmissioni internazionali
La mancanza d’informazione per le comunità italiane all’estero, andava attribuita alla Presidenza del Consiglio dei Ministri che produceva le notizie, e non alla RAI che si limitava a distribuirle. Peraltro quest’ultima godeva di impianti ad onde corte ormai vecchi e obsoleti, che andavano necessariamente rivisti e potenziati. Solo nel 1962, con il rinnovo della convenzione fra Stato e RAI, il servizio radiofonico informativo per l’estero venne affidato definitivamente alla RAI, allora presieduta dal direttore generale Ettore Bernabei. Tale convenzione è quella che ancora oggi regola le trasmissioni irradiate dal Servizio Pubblico in onda corta e media per gli ascoltatori stranieri e per gli italiani nel mondo. Inoltre, un’apposita legge dettò le linee generali del servizio mentre una commissione mista, composta dai rappresentanti dei diversi Ministeri e della RAI, avrebbe dovuto vigilare e verificare eventuali modifiche dei palinsesti.
Nella nuova sezione dedicata all’informazione furono spostati circa venti giornalisti, la metà dei quali provenienti dalla Presidenza del Consiglio. Venne anche nominato il primo direttore dei Notiziari e servizi informativi per l’Estero, Delio Mariotti, che operava alle dipendenze della Direzione centrale dei servizi giornalistici della RAI. In linea generale, nel corso del 1962 vennero diffuse per radio 7.547 ore di trasmissione e 3.147 ore di intrattenimento.
Alla redazione venne poi affidato anche il compito di registrare programmi radiofonici speciali destinati alle emittenti estere di Radio Monaco, Radio Colonia, Radio Parigi, Radio Londra, Radio Liegi e Radio Lussemburgo che si erano impegnate a diffondere gratuitamente i servizi in lingua italiana. Questa esigenza si pose perché nel dopoguerra vi fu un picco dell’emigrazione italiana in Europa, spinta soprattutto da motivi politici, tale che i Governi ospitanti ritennero fondamentale far penetrare l’informazione dall’Italia.
Nel 1968 nacque la prima trasmissione quotidiana dedicata alle Comunità italiane in Europa, Qui Italia, un giornale radio diffuso dalle antenne Rai in Lussemburgo. L’iniziativa venne poi seguita anche per l’informazione quotidiana rivolta al Nord America con la trasmissione in lingua italiana Un giorno in Italia.

#### Lo sviluppo delle trasmissioni televisive in italiano per l'estero
Nel 1951, quando le trasmissioni televisive dovevano ancora cominciare sia in Italia che in Francia, le due nazioni firmarono un accordo per lo scambio dei programmi televisivi che allargarono poi al resto d’Europa. Nel 1954 venne infatti costituito un organismo internazionale che regola tutt’oggi gli scambi radiotelevisivi in eurovisione. Se la diffusione iniziale del mezzo televisivo fu lenta, la RAI riuscì in pochi anni e con un notevole sforzo organizzativo, tecnico e finanziario, a coprire tutto il territorio nazionale. I costi degli apparecchi si ridussero notevolmente e la loro diffusione divenne ben presto capillare in tutti gli strati della società, ampliando un fenomeno ormai consolidato a livello europeo. Alla fine degli anni cinquanta furono sempre di più le persone che riuscirono a procurarsi un apparecchio televisivo, e per gli emigranti questo significò avvicinarsi alla madrepatria.

##### Generi televisivi in mondovisione
A livello internazionale si impose il genere del programma-inchiesta come ricerca di attualità, di informazione legata alla realtà sociale, alla cronaca quotidiana, ad un’istantaneità spazio-temporale che si ispirava alla filosofia del reportage. Il giornale televisivo mostrava in diretta lo svolgersi dei conflitti, raccogliendo testimonianze dal vivo e penetrando in luoghi e situazioni in cui la maggior parte dei telespettatori non era sicuramente mai stata. Questo permise agli italiani sparsi nel mondo di avere un’immagine, un quadro dell’Italia di allora che nessun giornale stampato o radioprogramma era in grado di cogliere.
La rottura epocale fra la fine degli anni cinquanta e l’inizio dei Sessanta, si riassume emblematicamente nel programma televisivo Cronache di un anno di Emanuele Rocco, che raccontava per immagini il boom economico, la crescita edilizia, l’industrializzazione del Mezzogiorno, l’incremento dell’età scolastica, il proliferare delle autostrade e l’Italia dell’emigrazione.
Proprio alle Comunità italiane all’estero, che per la maggior parte erano analfabete, fu dedicato il programma televisivo Non è mai troppo tardi, voluto dal Ministero della Pubblica Istruzione. Andato in onda dal 1960 al 1968, era un corso di istruzione popolare concepito come strumento per il recupero dell’adulto analfabeta, in seguito al quale l'apprendente poteva decidere se sostenere l'esame di licenza media. La trasmissione, condotta dal maestro Alberto Manzi, venne poi adottata da numerose stazioni televisive del mondo, dalle Università e Istituti italiani di cultura all’estero. In occasione del Congresso mondiale degli organismi radio-televisivi, tenutosi a Tokyo nel 1965, Non è mai troppo tardi ricevette il Premio ONU come miglior programma di genere educativo.
Nel 1962 la RAI partecipò in rete eurovisione al primo collegamento televisivo fra l'Europa e gli Stati Uniti d'America per mezzo del satellite Telstar 1. Un anno dopo entrò in funzione il centro spaziale sperimentale nella conca del Fucino (L’Aquila), che permise di effettuare le prime trasmissioni televisive intercontinentali.
Sempre nel 1962 nacque RT, il primo rotocalco televisivo a periodicità quindicinale, sostituito poi con TV7 che adotterà una struttura più vicina a quella dei telegiornali: sette o otto servizi trattati in circa cinquanta minuti. In questi servizi emersero per la prima volta i sogni e le paure collegate alla grande emigrazione, così come si vede nello speciale del TG del 1963 Viaggio nell’Italia che cambia, o ancora nella trasmissione Viaggi dedicata all’emigrazione transoceanica. Numerosi sono i titoli legati all’emigrazione che spaziano in luoghi e tempi diversi, come L’emigrazione in Tanganika, L’emigrazione negli Stati Uniti, L’emigrazione in Belgio, che identificano trasmissioni incentrate sullo status degli emigranti italiani all’estero. Trasmissioni come Sapere o Storie dell’Emigrazione dedicavano invece maggiore attenzione ai motivi che avevano portato gli italiani a scegliere la via dell’espatrio. In particolare in Storie dell’Emigrazione è l’emigrante in prima persona a raccontare sé stesso, la sua storia e quella del suo Paese, unendo il proprio racconto a quello di una collettività. Con Ragazze alla Pari venne dato spazio anche all’emigrazione femminile, che in questo caso specifico era motivata dal desiderio di studiare l’inglese.

##### I programmi dedicati all'informazione
Nel 1965 la sempre maggiore richiesta da parte delle Comunità italiane nel mondo di ricevere informazioni dall’Italia portò il Governo italiano a incentivare la produzione dei primi settimanali televisivi, destinati alle stazioni d’oltreconfine che le avrebbero distribuite sul territorio. Dopo alcuni esperimenti isolati avviati soprattutto in Germania, con le televisioni regionali di Monaco e Colonia, in Svizzera e nel Benelux (Belgio, Lussemburgo, Olanda) con Radio Lussemburgo, si arrivò alla produzione del settimanale Panorama Italiano. Si trattava di una rubrica d’informazione e cultura che venne realizzata rieditando i servizi prodotti dai telegiornali e dalle rubriche culturali della televisione pubblica nazionale. Al fianco dell’edizione in lingua italiana, che durava quindici minuti con distribuzione in Canada, Somalia e USA, vi era un’edizione internazionale trasmessa in inglese, spagnolo, portoghese e francese in trentacinque Paesi. A questo vennero affiancati altri settimanali italiani per l'estero. Fra i principali si ricordano:
- Cordialmente dall’Italia, quindicinale in versione bilingue italo-tedesca trasmesso a Magonza dalla ZDF, in cui si esibivano personaggi celebri come Rita Pavone[32].
- Un’ora per voi, settimanale italiano che andava in onda in Svizzera (trasmesso a Ginevra, Zurigo e Lugano). La seconda parte della trasmissione conteneva programmi di spettacolo e varietà condotti da Corrado Mantoni.
- Appuntamento italiano, che andava in onda nel Benelux, a periodicità quindicinale, trasmesso in un'unica versione italo-francese dalla RTB di Liegi.
- Sport Italia, programma sportivo di circa 20 minuti trasmesso in italiano in sei Paesi, tra i quali Argentina, Australia e Brasile.

In linea generale, questi programmi venivano inviati in bobina e diffusi dapprima nelle Americhe, grazie alla sede Rai di Montevideo, per poi arrivare anche in Australia, Africa ed Europa.
Nel 1965 debuttò uno dei più famosi e longevi programmi della storia della televisione, Giochi senza frontiere, seguito da oltre il 48% del pubblico internazionale. Si trattava di un gioco televisivo organizzato secondo un modulo già collaudato, in cui si sfidavano goliardicamente le squadre rappresentanti le diverse nazioni europee. L’Italia partecipò a tutte le trenta edizioni dei giochi senza frontiere con un grande tifo non solo dei connazionali in patria ma anche di tutti gli italiani all’estero che si vedevano orgogliosamente rappresentati nel mondo.

### Oltre i programmi RAI
La prima alternativa ai programmi radiotelevisivi di Stato la offrì la rete Svizzera italiana della RSI. A partire dal 1958 furono mandati in onda una serie di programmi in lingua italiana che variavano dalla cultura all’intrattenimento, dalle notizie alla musica. Inizialmente le trasmissioni coprivano una media di sei o sette ore settimanali, con un giorno di interruzione che era il martedì. Con gli anni la qualità e la quantità dei programmi, seguiti in tutta Europa, aumentarono fino a coprire interamente il palinsesto giornaliero. I programmi della tv Svizzera italiana rappresentarono per sedici anni l’unica alternativa alla programmazione ufficiale della RAI, il cui monopolio fu interrotto definitivamente con la nascita nel 1974 dell’emittente italiana del Principato di Monaco, Telemontecarlo. Fra i programmi più importanti della Tv Svizzera si ricorda Un’ora per voi.

### La riforma della RAI e le novità della programmazione per l'estero (1975-1990)
Con la Riforma della RAI del 1975 nacque la Direzione servizi giornalistici e programmi per l’estero (conosciuta come DE). Si trattava della prima testata giornalistica del settore completamente autonoma, con il compito di:
- gestire i programmi in onda corta, in convenzione con la Presidenza del Consiglio;
- garantire l’informazione e la programmazione radiofonica notturna in onda media;
- curare i programmi radiotelevisivi giornalistici e culturali da spedire alle emittenti estere.

Un’ulteriore convenzione stabilì gli impegni della RAI per la diffusione di questi programmi in italiano, inglese, francese e spagnolo. Si avviò quindi una fase di potenziamento dell’informazione e della programmazione in italiano verso l’estero, sulla base delle indicazioni provenienti dalla prima conferenza nazionale dell’emigrazione italiana del 1975. Tra gli appuntamenti informativi quotidiani vennero rinnovati e rilanciati Qui Italia e il suo corrispettivo per l’America, Un giorno in Italia, inviato via cavo a New York e diffuso negli Stati Uniti d'America e in Canada.
I programmi giornalistici in onda corta trasmettevano in ventisei lingue e prevedevano diverse redazioni, fra le quali quella che si occupava di curare l’informazione in italiano, al fianco delle diverse redazioni tematiche e della redazione che invece curava gli avvenimenti internazionali. Nel 1976 fu istituito il settore delle rubriche speciali a cui venne affidata la gestione di tutte le rubriche settimanali inviate in italiano, inglese e spagnolo - via cavo o bobina - nelle Americhe, in Europa e nell’Estremo Oriente.

#### Le radiotrasmissioni italiane per l'estero
Nel 1977, come risposta ad una riduzione degli ascolti radiofonici a vantaggio di quelli televisivi, la commissione parlamentare di vigilanza richiamò l’amministrazione RAI ad una rivisitazione generale dell’impostazione radiofonica. Ne seguì una riforma concettuale e contenutistica che portò ad una maggiore attenzione verso le singole realtà locali e all’attualità. L’informazione, prendendo spunto dai format tv, si velocizzò e si articolò in brevi appuntamenti alternati a spazi di approfondimento. Dal 1969 al 1974 andò in onda una trasmissione storica, Chiamate Roma 3131, che segna un nuovo modo di fare radio incentrato interamente sull’ascoltatore. Costui tramite chiamate telefoniche interviene in diretta, diventando così il protagonista della trasmissione. Il dramma legato all’integrazione, alla lontananza, ai cambiamenti della società che lo hanno accolto, viene per la prima volta raccontato con le parole dell'ascoltatore.
La riforma RAI del 1975 oltre alla programmazione televisiva investì anche quella radiofonica. Per la prima volta l’intera informazione notturna fu curata dalla Direzione Servizi Giornalistici e Programmi per l’Estero, dalle 23.30 alle 5.55 del mattino. Notturno dall’Italia diventò Notturno italiano, il lungo intrattenimento musicale veniva aperto dal giornale della Mezzanotte, curato da un’apposita redazione che si avvaleva di corrispondenti esteri e dei servizi delle sedi regionali. Nel 1978 a chiudere il Notturno italiano si aggiunse il Giornale dall’Italia, quindici minuti d’informazione sulla giornata che si andava aprendo.

#### L'emarginazione sociale degli emigranti interpretata dalla radio
In questi anni sono molto frequenti i programmi che indagano sull’alfabetizzazione degli italiani all’estero. Tra quelli dedicati alla storia della lingua italiana troviamo Esprimersi meglio è vivere meglio, che diffonde nell’etere un vero e proprio corso di lingua. Altri programmi studiano invece il rapporto fra la lingua italiana e l’emigrazione negli Stati Uniti, come Passato e Presente del 1974, Oggi e domani del 1976, incentrato sull’italiano parlato e scritto degli emigranti della provincia di Catanzaro. Il linguaggio dei giovani è indagato dal programma del 1978, Lei sa che lingua parla?
In Nottetempo del 1981 il protagonista è un napoletano emigrato a Milano che racconta la difficile integrazione in una città a lui estranea e così diversa dalla sua terra d’origine, piena di smog e in cui tutto era difficile, persino parlare con gli altri italiani che si esprimevano con un dialetto a lui incomprensibile. Molto interessante è anche il programma del 1982 Noi, voi, loro, donna, dove tre donne siciliane collegano la loro emarginazione in qualità di emigranti con il ritorno alla terra d’origine tanto amata, ma ormai considerata arcaica, sconosciuta anche per il dialetto disimparato con gli anni. Il disadattamento e la subalternità emergono anche in Una parte di noi, sempre del 1982, dove le difficoltà linguistiche dovute all’uso del dialetto in terra straniera evidenziano i notevoli problemi di inserimento socio-culturale.
Dal punto di vista della storia della lingua risulta molto importante quanto emerge dal programma America coast to coast, dove si evidenzia attraverso un atlante linguistico l’interferenza dei dialetti nel mondo anglosassone che porta ad una contaminazione italofona. L’emigrazione italiana femminile viene mostrata nella sua piena autonomia rispetto a quella maschile solo nel 1985 con RadioUno per tutti, che racconta le condizioni delle donne italiane in Belgio.
Oltre alle trasmissioni che indagano sulla lingua degli emigranti, vi sono quelle più generali che indagano sulle condizioni degli emigranti. È la volta di obiettivo Europa del 1977, che auspica la creazione di una consulta dell’emigrazione, e Spazio Tre, che invece ricorda i pochi studi storici intrapresi sul secolo della grande emigrazione.
Per gli italiani che scelsero come via d’emigrazione quella del mare, nacque il programma radiofonico Avanti tutta che metteva in collegamento i marinai italiani sparsi nel mondo con le proprie famiglie in madrepatria.
I programmi musicali vengono moltiplicati. Canzoni da ricordare, Invito al classico e Libretto nell’Opera sono solo alcune delle molte trasmissioni che hanno cercato di mantenere viva questa tradizione, unendo i vecchi standard musicali ai nuovi. Solo nel 1982 con RaiStereoNotte si assiste ad un salto di qualità del genere, con sei ore di musica non commerciale inframezzata da notiziari flash.
Nel 1985 nacque la Comunità radiotelevisiva italofona, un’associazione delle radiotelevisioni del servizio pubblico europeo nata con l’obiettivo primario di diffondere e promuovere la lingua e la cultura italiana nel mondo. I soci fondatori furono la RAI, Radio Vaticana, RSI Radiotelevisione Svizzera Italiana, Radio Capodistria, San Marino RTV.
Il salto di qualità nell’informazione radiofonica per l’estero ci fu nel 1991 con la Guerra del Golfo. L’emergenza internazionale e la presenza di italiani in Iraq spinse la redazione giornalistica della RAI ad adottare i collegamenti in diretta. Fra questi, all’interno del Giornale Radio per il Golfo, si ricorda il notiziario che trasmise la vicenda del rapimento di un gruppo di italiani a Bagdad.

### RAI Corporation: trasmissioni per gli italiani all'estero via satellite
Nel 1959 venne istituita Rai Corporation, la società della Rai che produceva, distribuiva e commercializzava i propri programmi radiofonici e televisivi negli USA prestando particolare attenzione alla comunità italo-americana. La produzione di Rai Corporation iniziò solo nel 1971, con l’affitto delle antenne per due ore settimanali e una copertura territoriale limitata all’area di New York e New Jersey. I programmi venivano trasmessi inizialmente via cavo. Tredici anni dopo, nel 1984, il palinsesto settimanale aumentò solo di circa tre ore, per un totale di cinque ore e mezzo di trasmissione divise fra un varietà, un segmento della Domenica Sportiva e un notiziario locale. Un anno dopo le ore settimanali di trasmissione divennero diciassette: due ore quotidiane dal lunedì al venerdì, un’ora il sabato e sei ore la Domenica.
Dall’Italia arrivavano, esclusivamente via satellite, il telegiornale serale (TG1 o TG2), una partita di calcio di serie A in diretta e programmi culturali e d’intrattenimento. Vi era poi un notiziario locale prodotto esclusivamente dalla redazione di Rai Corporation. Nei primi anni novanta la copertura della rete satellitare RAI in America contava ventinove città metropolitane degli Stati Uniti, riuscendo così a raggiungere il 68% della popolazione di origine italiana. Poco dopo le trasmissioni via satellite coprirono anche l’America Latina. Grazie all’ufficio a Montevideo, la RAI riuscì a distribuire su cassette i programmi italiani destinati agli emittenti, enti e istituzioni non in grado di ricevere il segnale satellitare.
Rai Corporation era a sua volta proprietaria di Rai Corporation Canada, grazie alla quale furono distribuite sin dai primi anni ottanta circa venticinque ore di programmazione settimanali. Le trasmissioni di Rai Corporation, vittime di un piano di riduzione dei costi RAI, si conclusero il 12 aprile 2012. L’allora direttore generale, Lorenza Lei, giustificò questa scelta nell’ottica di una variazione del modello di produzione dell’azienda, che non costitutiva in alcun modo un depotenziamento delle attività RAI all’estero.

### Le produzioni radiotelevisive degli anni Novanta

#### La consapevolezza dell'emigrante
Tra gli anni ottanta e l’inizio degli anni novanta, con l’avvento del Made in Italy e il potenziamento del settore turistico, cambiò la figura dell’emigrato nell’immaginario comune. Coloro che hanno scelto definitivamente di vivere all’estero non vengono più considerati come persone emarginate e indifese, vittima della società dalla quale sono partiti, ma al contrario individui consapevoli di trovarsi in una comunità mondiale. I programmi radiofonici mandavano in onda trasmissioni dove i giovani della seconda e terza generazione, culturalmente più sensibili dei loro genitori, guardavano alle proprie radici con rinnovato interesse. In funzione di ciò, le comunità italiane all’estero divennero più esigenti rispetto all’informazione e la RAI, che in quegli anni pativa a livello nazionale la nascita delle radio libere, assecondò questi desideri cercando di rafforzare la propria funzione di rappresentanza presso gli italiani all’estero.

#### La programmazione Rai
Grandi consensi furono dedicati ai programmi radiotelevisivi che si occupavano di letteratura e di lingua italiana, così come quelli rivolti ai bambini. Costoro infatti, anche fra gli italiani residenti all’estero, restavano i principali consumatori di programmi televisivi. Venne rinnovato il modo di fare informazione, sino ad allora unidirezionale con un interlocutore attivo e un ricevente passivo. Il nuovo obiettivo era quello di far dialogare gli italiani in patria con quelli stabilitisi all’estero, puntando ad una comunicazione che abbattesse le frontiere geografiche. Fu così che gli studi radiotelevisivi aprirono le porte alle persone comuni, lasciando loro la possibilità di raccontarsi attraverso testimonianze, filmati e canzoni.
Gli italiani, sia in madrepatria che all’estero, misero a confronto la loro vita nel 1950 con quella dei loro nonni all’inizio del secolo e pur partendo da una storia comune, persero il legame con la tradizione di una memoria nazionale. Questo rapporto fra la nazione italiana e l’emigrazione oltre confine venne indagata nei programmi televisivi di quegli anni, fornendo al pubblico elementi formativi e modelli interpretativi di fenomeni sociali e culturali complessi. L’informazione fu completamente ripensata con lo sviluppo dei nuovi sistemi di diffusione e distribuzione radiotelevisiva, come le reti satellitari, integrate e via cavo. Proprio queste ultime, particolarmente diffuse in zone di elevata concentrazione urbana, portarono allo sviluppo di canali tematici dedicati allo sport, all’informazione e al cinema, guadagnandosi una più ampia fetta di pubblico che si poteva ora costruire un palinsesto personalizzato. La programmazione per l’estero fu così rivista, e per mantenere vivo l’interesse degli ascoltatori fu obbligata a moltiplicarsi e diversificarsi dalle iniziative esclusivamente commerciali.

#### Successi d'attualità
Fra le principali produzioni radiofoniche degli anni novanta vale la pena ricordare il programma del celebre maestro Alberto Manzi, famoso per le sue numerose campagne di alfabetizzazione per gli italiani all’estero. La trasmissione, della durata di cinque minuti, era incentrata sull’italiano parlato e sui tanti significati, veri o falsi, attribuiti alle parole.
Fra le trasmissioni televisive di maggior successo si ricorda invece un programma ancora attualissimo, La giostra dei gol. Dedicato a tutti gli appassionati di calcio italiano nel mondo, viene irradiato dal 1997 in quattro continenti. Agli esordi del programma, le informazioni sportive venivano inframezzate dai racconti dei Paesi italiani, sempre diversi, per raccontare agli oriundi del mondo la bellezza della loro terra d’origine.

### Rai Internazionale: il canale degli italiani all'estero
In quest’ottica, nel 1994 il Consiglio di Amministrazione della Rai decise di accorpare tutti i servizi radiotelevisivi per l’estero all’interno di una nuova struttura operativa chiamata Rai Internazionale. L’obiettivo era quello di rilanciare l’azienda dal punto di vista sia pubblico che privato riorganizzando e potenziando le trasmissioni radiotelevisive satellitari nel mondo. Il nuovo canale Rai arrivò ben presto nelle Americhe con Rai USA, che trasmetteva dal lunedì al sabato sedici ore di trasmissioni giornaliere che arrivarono a venti per i programmi domenicali. In Canada venivano invece trasmesse quaranta ore di programmi settimanali. Il canale Rai International arrivò poi anche in Australia, Asia e Africa, sino a raggiungere dopo qualche anno un totale di ventiquattro ore giornaliere di trasmissione.
L’intera produzione fu ampliata con nuovi programmi, notiziari e servizi di attualità, oltre a trasmettere i grandi eventi internazionali in diretta. Fu questo il caso del vertice mondiale sull’alimentazione che si svolse a Roma nel 1996, diffuso sia sul canale televisivo di Rai International che su quello radiofonico con speciali in diretta di dodici ore.
A questo grande evento ne seguì subito un altro di portata internazionale, una grande maratona televisiva per festeggiare il capodanno in diretta con tutti gli italiani nel mondo. È La giostra di fine anno, un programma che con venti ore di diretta televisiva via satellite, dalle ore 13:00 del 31 dicembre 1996 sino alle ore 9 del 1º gennaio 1997, collegò otto grandi città del mondo (New York, Betlemme, Buenos Aires, Salvador de Bahia, Los Angeles, Berlino, Pechino, Sydney) dei cinque continenti con le tre postazioni allestite nel centro storico di Roma (Piazza del Popolo, Galleria Colonna, Piazza di Spagna). Alle 20:30 andò in onda il tradizionale messaggio di saluto di fine anno del Presidente della Repubblica, Oscar Luigi Scalfaro, al quale seguì uno spettacolo di musica di qualità con i principali rappresentanti della canzone italiana, fra gli altri Lucio Dalla, Renato Zero, Elio e le Storie tese.

#### Dal satellite a internet
Con l’avvento di internet la struttura organizzativa di Rai Internazionale decise di comunicare con gli italiani all’estero non più solo via satellite ma anche attraverso la rete. Nel 1995, grazie alla collaborazione di Rai International con Rai Corporation e la SACIS, venne creato il primo sito internet della Rai col nome di Planet Italy. Un anno dopo venne fondato Italica, il sito internet dedicato alla lingua e cultura italiana di Rai International. Il sito, ad oggi non più esistente, era diviso in cinque sezioni (1. Recensione libri, 2. Documentari, 3. Concerti, 4. Mostre ed esposizioni, 5. Attualità sulla cultura e lingua italiana) correlato ad un vasto archivio di approfondimento per ognuna.
Vi era anche la possibilità di seguire un corso online di lingua italiana, diviso in 72 lezioni e tre livelli di difficoltà (principiante, intermedio e avanzato). Il corso era stato inoltre tradotto in cinque lingue: inglese, francese, spagnolo, tedesco e portoghese. Seguì la realizzazione di un sito web dedicato all’intera produzione di Rai International che cominciò ad affiancare gli eventi speciali della tv, come la diffusione del Festival di Sanremo in contemporanea sia sul canale radiotelevisivo che sulla rete internet. Alla visione web venne affiancato un forum di discussione dedicato ai commenti degli italiani nel mondo. Il sito venne poi ampliato con la messa in rete dell’intera programmazione radiotelevisiva, arricchita con schede di approfondimento.

### Satelradio: la radio è satellitare
La nuova organizzazione internazionale della Rai si occupò anche di potenziare i programmi radiofonici per l’estero con il passaggio alla rete satellitare. Nel 1996 nacque così Satelradio, il primo programma radiofonico satellitare dell’azienda che diffondeva il meglio delle tre reti radiofoniche pubbliche. Inizialmente irradiato solo in Europa e nel bacino del Mediterraneo, venne poi distribuito in tutti i continenti insieme al canale televisivo della compagnia, Rai International appunto.
Le diverse rubriche della precedente programmazione in onda corta confluirono in un nuovo contenitore, Taccuino Italiano, rotocalco radiofonico quotidiano per gli italiani nel mondo. Si trattava di uno spazio di un’ora e quarantacinque minuti diviso in due parti. Nella prima confluirono contenuti che spaziavano dall’arte all’attualità, dall’intrattenimento alle scoperte scientifiche, mentre la seconda parte era dedicata alle città italiane con approfondimenti tematici. Nella programmazione del sabato la trasmissione si collegava con le emittenti radio italiane all’estero, diffondendo scambi musicali, informazioni ed interviste.
Contemporaneamente alla rete satellitare venne potenziato anche il servizio in onda corta, con l’installazione di due trasmettitori a Singapore e nell’isola di Ascension nell’Oceano Atlantico. Ciò permise di rilanciare la presenza radiofonica in quelle aree geografiche caratterizzate dalla massiccia presenza di italiani, come l'Australia, il Brasile e l'Argentina.
Con il contenitore radiofonico Un’ora con voi, si spaziava dall’informazione all’approfondimento musicale e cinematografico. Migliaia di lettere, fax e telefonate confermarono il successo del nuovo programma e la riscoperta della presenza della RAI in zone più o meno isolate del mondo, che però vantavano la presenza di emigrati italiani, oriundi, missionari, volontari laici e imprese sviluppatesi all’estero. In alcune zone a forte presenza turistica e sulle navi da crociera i notiziari venivano registrati e diffusi in diversi momenti della giornata o trascritti sotto forma di mini-giornale.

### La programmazione di Rai International nel XXI secolo
Nel 1999 fu essenziale il rilancio produttivo del canale internazionale nell’ottica di una razionalizzazione dei costi. Ne scaturì lo sviluppo di una linea culturale estremamente interessante, che portò alla nascita di programmi come Passaggio in Italia, dedicato ai paesaggi e alla cultura del bel Paese, e Italiani come noi, dedicato invece ai personaggi che fecero grande l’Italia dal punto di vista culturale, sociale e politico.
La società si attivò inoltre a migliorare la distribuzione televisiva nel mondo, rivedendo gli accordi con la società araba Allah Al-Baraka che distribuiva nelle due Americhe e in Oceania. In Canada, nonostante la presenza di una filiale di Rai Corporation, non si riuscì mai a coprire le ventiquattro ore di palinsesto.

#### I grandi eventi in diretta radiotelevisiva
La produzione Rai si impegnò anche a rilanciare i programmi dedicati all’informazione, dando vita a speciali radiofonici e televisivi legati ai grandi appuntamenti delle comunità italiane all’estero. Il grande successo di quegli anni, che segnò picchi di audience mai registrati nella programmazione per l’estero, fu la messa in onda sul canale radiotelevisivo di Rai International della prima Conferenza degli Italiani nel Mondo, tenutasi a Roma nel dicembre 2000. Nello stesso periodo nacque Qui Roma, il notiziario televisivo quotidiano trasmesso per quindici minuti in due edizioni giornaliere che si trasformò poi nel primo telegiornale per l’estero. Tra i programmi quotidiani di servizio dedicati ai connazionali sparsi nel globo, troviamo Sportello Italia, che al suo interno si articolava in rubriche dedicate al fisco, alla casa, alla scuola e alla burocrazia dei diversi Paesi oltreconfine.
L’informazione religiosa trovava invece spazio per un totale di ventisei ore settimanali sia nella trasmissione Cristianità, un appuntamento in diretta dedicato al dibattito fra laici e cattolici, che nelle udienze del Papa trasmesse ogni mercoledì. Fra le rubriche settimanali inviate dall’Italia alle tv estere spicca Italia News, mezz’ora di servizi del tg nazionale inviati via satellite in Australia, e Monitor Italia, uno specchietto informativo di trenta minuti sull’Italia inviato invece in Germania.

#### L'informazione radiofonica
All’inizio del XXI secolo le trasmissioni radiofoniche per l’estero di Rai International coprivano circa 11.600 ore di trasmissione, di cui circa 6.000 erano dedicate all’informazione che offriva una panoramica dei principali fatti italiani all’estero. Due redazioni giornalistiche curavano rispettivamente il Giornale dall’Italia del giorno e della notte. L’edizione del giorno andava in onda dalle 10.00 alle 23.00 ora italiana, mentre quella della notte andava in onda dalle 23.00 alle 6.00 ora italiana. Le aree coperte erano il bacino del Mediterraneo, l’Europa, l’Australia, le Americhe, il Canada e l’Africa dell’Est. Questi notiziari erano inoltre tradotti in venticinque lingue (albanese, arabo, bulgaro, ceco, croato, danese, esperanto, francese, greco, inglese, lituano, polacco, portoghese, rumeno, russo, serbo, slovacco, sloveno, somalo, spagnolo, svedese, tedesco, turco, ucraino, ungherese). Oltre all’informazione diffusa dal giornale nazionale, vi erano vari notiziari regionali, come Italia delle regioni.
Oltre ai notiziari, tra i programmi più seguiti vi era il bisettimanale Italia chiama Italia, uno strumento che permetteva il dialogo ed il confronto fra gli italiani in patria e all’estero. Su questo scambio di informazioni si colloca anche il programma Con voi sul mare, settimanale di venticinque minuti dedicato agli equipaggi marittimi italiani che si mettono così in contatto con i familiari italiani.
Fra i settimanali giornalistici di successo si ricorda infine Rotosette, che raccontava agli italiani all’estero le zone più remote della loro patria, le realtà regionali e le sagre di paese, facendo così leva sulle tradizioni popolari per risvegliare un senso di appartenenza nazionale comune.

## Le trasmissioni radiotelevisive per l'estero nel 2016

### La gestione dei palinsesti internazionali (2000-2016)
Nel 2003 il canale internazionale della Rai mutò in NewCo Rai International, una società per azioni di cui la Rai era l’azionista di maggioranza, mentre le altre azioni erano di proprietà privata. Nel 2007 la nuova società decise di chiudere tutti i programmi ad onde corte, lasciando che le trasmissioni in lingua italiana per le comunità dei connazionali all’estero rimanessero raggiungibili via digitale terrestre, via web e via satellite. NewCo Rai International chiuse i battenti nel 2011 e il brand dell’azienda venne trasformato in Rai World. La Rai giustificò questa scelta nell’ottica di un maggiore impegno del servizio pubblico radiotelevisivo italiano verso uno sviluppo più articolato delle proprie trasmissioni nel panorama internazionale. Di fatto la politica di gestione rimase invariata rispetto a quella originaria di Rai International di produrre e distribuire le trasmissioni Rai nel mondo. L’offerta televisiva si articolava intorno ad un pacchetto composto da tre canali:
1. Rai Italia, un canale generalista che diffonde il meglio della produzione RAI, oltre a programmi appositamente realizzati per gli italiani all’estero, con l’obiettivo di promuovere la cultura e la lingua italiana nel mondo.
2. Rai News, un canale di informazione continua del servizio pubblico, in diretta sette giorni su sette per ventiquattro ore di programmazione giornaliere.
3. Yes Italia, un canale italiano realizzato con sottotitoli in inglese e spagnolo nato con l’obiettivo di promuovere presso un pubblico internazionale il Made in Italy ed il turismo.

Dal punto di vista radiofonico Rai World ha continuato a distribuire via satellite Raitalia Radio e i principali canali radiofonici nazionali (Radio 1, Radio 2, Radio 3). Nel 2015 il ruolo di Rai World è stato preso da Rai Com, che si occupa ad oggi di gestire e commercializzare nel mondo i principali canali televisivi e radiofonici del gruppo Rai e dei nuovi canali i cui palinsesti sono pensati ad hoc per il pubblico d’oltre confine.

### La distribuzione ufficiale di Rai Com
Rai Com è la società che dal 2015, grazie ad accordi con operatori televisivi internazionali, si occupa di gestire la distribuzione e la commercializzazione dei programmi RAI nel mondo. Gli attuali programmi radiotelevisivi per l’estero rientrano nella più ampia tematica della distribuzione dei contenuti sulle diverse piattaforme, in uno scenario che si vede rinnovato anche dal punto di vista territoriale. Secondo l’art. 45 del Testo Unico sui Servizi media audiovisivi e radiofonici, Rai Com distribuisce sul territorio europeo, in simulcast con il territorio italiano, i canali Rai 1, Rai 2, Rai 3, Rai Gulp, Rai Scuola, Rai Storia, Rai News 24 per quanto riguarda l’audiovisivo, i canali Rai Radio 1, Rai Radio 2 e Rai Radio 3 per quanto riguarda la radiofonia. A livello mondiale, in particolare nei territori extra europei come l’Africa subsahariana, l’Oceania, le Americhe e l’Asia, Rai Com distribuisce i canali televisivi Rai Italia, Rai World Premium e RaiNews24, oltre al canale radiofonico Radio Rai. In ottemperanza al contratto di servizio pubblico 2013-2015, firmato dalla Rai con il Ministero dello sviluppo economico, attraverso la distribuzione di questi canali Rai Com si impegna a promuovere la realtà del Paese e a realizzare nuove forme di programmazione per l'estero, con lo scopo di portare la cultura e la tradizione italiana, anche di carattere regionale, ad un più vasto pubblico. Con questo fine è nato il programma televisivo Italiana TV Magazine.

### La programmazione mondiale della Rai

#### Le produzioni di Rai Italia
Il canale generalista Rai Italia propone, articolandosi su quattro palinsesti diversi riferiti rispettivamente ai fusi orari di Toronto-New York (Rai Italia America), Pechino (Rai Italia Asia), Sydney (Rai Italia Australia) e Johannesburg (Rai Italia Africa), il meglio dei programmi delle tre reti Rai, in osservanza ai criteri indicati dalla Convenzione stipulata fra la Presidenza del Consiglio dei Ministri e l’azienda. A partire dal 30 settembre 2013, Rai Italia ha poi avviato la trasmissione di cinque nuove produzioni originali dedicate alle comunità italiane all’estero, quali: Community - L'altra Italia, Campus Italia, Cristianità, Un giorno nella Storia, Camera con vista.
Community - L'altra Italia è un programma dedicato alle comunità italiane che vivono in America, Asia, Australia e Africa, in onda per un’ora al giorno dal lunedì al venerdì. I protagonisti sono gli emigranti di diversa età, sesso, professione e stato sociale che si raccontano ai microfoni dei corrispondenti Rai all’estero. Filmati e reportage mostrano le nuove abitudini quotidiane sia nell’ambiente privato della famiglia che in quello collettivo della vita sociale, cercando di cogliere fra le varie attività i legami mantenuti con la terra d’origine. Particolare spazio è dato agli istituti italiani di cultura all'estero che hanno il merito di veicolare la tradizione e la cultura italiana nei Paesi adottivi. Dall’Italia intervengono ospiti rappresentanti il mondo dell’imprenditoria, dello spettacolo e dell’arte, oltre ad esperti in grado di rispondere a domande specifiche sulle tasse, la pensione, il diritto di voto e altri temi d’interesse collettivo. Si tratta dunque di una trasmissione che tratta contenuti di rilievo in maniera spettacolare e leggera.
Campus Italia è un rotocalco televisivo dedicato ai giovani ragazzi nati all’estero ma di origine italiana, ai quali viene mostrato l’eccellenza dei percorsi formativi che è possibile intraprendere in Italia. La trasmissione, in onda una volta alla settimana, si articola in tre rubriche di venti minuti ciascuna, incentrate sulla formazione universitaria, post-universitaria e quella professionale nel settore dell’artigianato. I campi di formazione scelti, corredati da schede grafico-informative, sono quelli che raccontano la realtà italiana più rappresentante, legata alle tradizioni e al territorio nazionale. In ambito accademico sono presentati i corsi più innovativi e competitivi, quotati nelle classifiche di settore nazionale e internazionale. In ambito professionale si punta invece alla valorizzazione del Made in Italy nei settori in cui il Paese è in prima fila, come tra gli altri la gastronomia, la moda, l’architettura, il design, il restauro e la conservazione dei beni culturali. I presentatori sono due giovani fratelli siciliani, Umberto e Daniele Vita, che mostrano al pubblico i percorsi intrapresi in Italia da giovani stranieri. Quest’ultimi, attraverso le loro parole e il loro punto di vista, raccontano una giornata tipo con la passione che li ha portati a scegliere l’Italia come luogo di formazione, custode dei sogni futuri.
Cristianità è il programma di cultura religiosa di Rai Italia. Va in onda ogni domenica per circa un’ora ed è presentato da suor Myriam Castelli, che è anche l’ideatrice e l’autrice della trasmissione. I temi proposti, di interesse ecclesiale, si alternano all’Angelus del Papa e ai principali notiziari del Vaticano. I contenuti vengono arricchiti dalle opinioni degli ospiti in studio, in genere cardinali o alti prelati apprezzati dal mondo accademico internazionale, che si confrontano sui temi della fede con laici e missionari. Le comunità italiane del mondo, oltre alla messa in onda di interviste e servizi registrati, intervengono al dibattito con collegamenti in diretta via Skype. Si tratta di voci, immagini e testimonianze di vita delle generazioni legate alla propria terra d’origine e alla cultura cristiana.
Un giorno nella Storia è un programma realizzato attraverso una selezione dei migliori materiali dell’archivio informatico della Rai, i quali raccontano gli avvenimenti chiave della storia d’Italia che hanno contribuito a costruire l’identità del Paese. Vengono dunque raccontate biografie e personaggi, all’interno dei grandi eventi positivi o negativi che hanno travolto l’Italia, con lo scopo di risvegliare una memoria collettiva.  L’appuntamento con le comunità italiane all’estero è quotidiano, dal lunedì al venerdì per circa un’ora di trasmissione.
Camera con vista è il programma che racconta le eccellenze del Paese in tutto il mondo alle Comunità italiane che per motivi diversi si trovano all’estero. È una finestra quotidiana che porta i telespettatori alla scoperta dell’Italia, dai territori ai prodotti tipici, dalla cucina a eventi folkloristici. Gli autori propongono percorsi diversificati tra musica e danza, cinema e teatro, letteratura e spettacolo. All’interno del programma, che va in onda dal lunedì al venerdì in tutti i continenti, sono pensati degli speciali per la programmazione estiva, come Fuori Binario e Radio Days.
Fuori Binario, andato in onda nella stagione estiva 2016 in dieci puntate, è uno speciale dedicato ad esplorare i territori italiani incontaminati, quelli lasciati liberi dall’opera di ammodernamento dell’uomo. Ogni settimana le comunità italiane del mondo intraprendono un viaggio nei piccoli borghi cittadini, andando alla scoperta dei posti meno conosciuti. La prima tappa ha portato in mondovisione i territori attraversati dal Po, fra Emilia Romagna e Lombardia, in cui tra le opere d’arte rinascimentali si sono raccontati ferrovieri, mugnai, scrittori, operai e pescatori. Il viaggio è poi continuato nel Gargano, dove la ferrovia collega paesi isolati, per poi spostarsi nelle zone del Lago di Como. Il percorso è poi continuato lungo il territorio umbro, la Circumvesuviana, il Piemonte, la Calabria, la Maremma Toscana e le Marche, in un mosaico di luoghi, sapori e personaggi che hanno fatto celebre l’Italia in tutto il mondo.
Radio Days, è invece uno speciale in quattordici puntate dedicato alle produzioni di Radio Rai visibili in televisione, come il Ruggito del Coniglio, trasmissione di punta di Rai Radio 2, o ancora Decanter, programma di enogastronomia dal successo mondiale.
Oltre a queste produzioni di punta del canale Rai Italia, si affiancano altre trasmissioni dedicate alle Comunità italiane all’estero, come Cara Francesca e La giostra dei Gol.
Cara Francesca… deve il suo nome alla conduttrice, Francesca Alderisi, che attraverso un appuntamento quotidiano dà spazio alle storie degli italiani fuori d’Italia. Tramite un collegamento telefonico l’emigrante si racconta al pubblico sia con un’intervista diretta, sia con un video amatoriale incentrato sulla sua quotidianità.  La giostra dei Gol è invece il tradizionale appuntamento calcistico che va in onda da oltre dieci anni in tutto il mondo. Realizzato in stretta collaborazione con Rai Sport, il programma offre ogni domenica i risultati degli anticipi e dei posticipi di serie A, trasmette una partita in diretta e si conclude con una panoramica di tutte le altre partite della giornata. I due presentatori, che per il 2015-2016 sono stati Sabrina Gandolfi e Giorgio Germanò, vengono affiancati dagli ospiti in studio che raccontano curiosità e retroscena del mondo del calcio. Le comunità di italiani all’estero possono intervenire in studio attraverso il live twitting, ovvero diffondendo in tempo reale attraverso il social network Twitter domande, commenti o foto dei club e delle tifoserie che supportano la loro squadra del cuore oltre confine.
Tra questa carrellata vale la pena citare, per la qualità dei contenuti e per il successo riscontrato nel mondo, una trasmissione documentaristica andata in onda sino al dicembre 2014, Doc! Doc!. Si trattava di documentari d’attualità incentrati sull’Italia, mostrata nelle sue diverse sfaccettature. Dai ritratti delle nuove generazioni al rinnovato rapporto degli italiani con la fede, dai nuovi costumi delle famiglie italiane alle vecchie tradizioni regionali ancora vive nella cultura e nei sentimenti dei cittadini. Non mancavano temi sociali come l’integrazione fra i cittadini italiani e gli immigrati stabilitisi nel Paese. Un esempio in questo senso è il documentario Quartieri Cinesi (2009) di Bruno Oliviero, incentrato sul rapporto dei napoletani con la comunità cinese partenopea, una delle più numerose in Italia. Vedute di Napoli, scorsi suggestivi e scene di vita quotidiana facevano da sfondo al mutato contesto sociale cittadino.
Questi programmi, uniti al meglio delle trasmissioni di Rai 1, Rai 2 e Rai 3, coprono un palinsesto giornaliero di ventiquattro ore. Ad integrare e completare l'offerta di Rai Italia vi è poi il portale internet, con la possibilità di rivedere on demand le trasmissioni d’interesse e ascoltare in diretta streaming la programmazione radiofonica. A ciò si aggiungono contenuti supplementari e link utili a tutte le principali istituzioni di riferimento per le Comunità italiane nel mondo

#### RaiNews24 e Rai World Premium per gli italiani nel mondo
RaiNews24 è il programma di informazione storico della Rai, punto di riferimento del panorama dell’informazione televisiva internazionale. È l’unico canale all-news, oltre a Sky TG24 la cui visione è limitata però solo all’Italia, ad offrire aggiornamenti in tempo reale per tutta la giornata, per ventiquattro ore su ventiquattro. Il palinsesto è articolato interamente sull’informazione, con notiziari trasmessi ogni trenta minuti, intervallati a rotazione dal meteo e dalle informazioni sul traffico. Ad essi si affiancano gli spazi notturni e del primo mattino dedicati alla rassegna stampa, a inchieste specifiche oltre che a rubriche tematiche di approfondimento. La qualità di questi servizi è stata riconosciuta a livello internazionale nel 2015, quando il canale è stato premiato nella categoria “News-Informazione” agli Eutelsat Tv Awards. Il canale è controllato dalla struttura Rai News, che integra l’informazione audiovisiva in diretta con il servizio di televideo e il portale web Rainews.it, arricchito con contenuti aggiuntivi visibili anche in streaming.
Rai World Premium è invece il canale dedicato alle trasmissioni delle migliori fiction originali della Rai, siano esse serie come Don Matteo, miniserie come Pietro Mennea - La freccia del Sud, che soap opera come Un posto al sole. Il canale è nato nel 2013, quando Rai Com si chiamava ancora Rai World, dal quale ha ereditato il nome.

#### La programmazione di Radio Rai
Radio Rai diffonde nel mondo i migliori contenuti dei canali radiofonici dell’emittente, di cui fanno parte Rai Radio 1, Rai Radio 2, Rai Radio 3, Rai Radio Tutta Italiana, Rai Radio 3 Classica, Rai Radio Techete', Rai Radio Live Napoli, Rai Radio Kids, Rai Isoradio, Rai Gr Parlamento. Fra i programmi più importanti per le comunità italiane all’estero e la diffusione della lingua e della cultura italiana nel mondo, ci sono:
- A tutto campo, programma di attualità sportiva in onda dal lunedì al venerdì per circa un’ora su Rai Radio 1. Nel fine settimana lascia il posto alla lunga diretta di Tutto lo sport minuto per minuto, che va in onda la domenica dalle 12.45 alle 23.58 con aggiornamenti continui sul Calcio, Formula 1, MotoGP, Basket e Pallavolo.
- Accadde Domani, un programma quotidiano che racconta ogni giorno i principali eventi storici del Novecento, in onda dal lunedì alla domenica su Rai Radio 1.
- L’italia che va, il programma che ogni martedì ci racconta su Rai Radio 1 le storie di eccellenza italiane. La trasmissione si articola in tre rubriche dedicate rispettivamente ai mestieri dell’Italia che va, agli incontri allo specchio con i protagonisti di questo successo e a due minuti per... suggerimenti, annotazioni e curiosità.
- Emigranti Esprèss, un programma di Rai Radio 2 dedicato al racconto di quindici storie di emigrazione viste con gli occhi di un bambino di dieci anni. Il progetto nasce dall’esperienza vissuta dal presentatore, Mario Perrotta, che tra i dieci e i tredici anni venne affidato dai genitori alle famiglie di emigranti sulla tratta ferroviaria Lecce-Milano.
- I provinciali, un programma quotidiano di trenta minuti su Rai Radio 2, dedicato a raccontare le storie della vita di provincia, quella fatta di sagre, treni con un solo binario, luoghi incontaminati e isolati.
- Italiani in continenti, è il programma quotidiano di Rai Radio 2 che racconta con leggerezza ed ironia la vita degli italiani all’estero, rivelando i loro sogni, le loro esperienze e le problematiche che sono costretti ad affrontare nella vita di tutti i giorni, da quelle sociali a quelle personali. La trasmissione racconta inoltre i vari rapporti fra le Comunità italiane nel mondo e spiega i gemellaggi fra le varie città italiane e quelle straniere.
- Il ruggito del coniglio, è invece una finestra sull’attualità di circa due ore, in onda tutti i giorni su Rai Radio 2. Il punto di forza della trasmissione è la community dei “conigli”, i radioascoltatori che ogni giorno intervengono in diretta da tutto il mondo raccontando il loro punto di vista rispetto al tema del giorno.
- La lingua batte, un programma radiofonico settimanale di cinquanta minuti dedicato allo stato e all'evoluzione della lingua italiana. Condotto dal linguista Giuseppe Antonelli, lo scopo è quello di fare appassionare i ragazzi all’uso corretto della lingua, attraverso una chiave di lettura ogni anno diversa. La prima edizione è stata incentrata sulla grammatica, la seconda sulla punteggiatura, la terza sull’italiano delle canzoni e la quarta sulla contaminazione con la lingua franca del mondo e di internet, l’inglese.
- A3, il formato dell’arte. Il programma di Rai Radio 3 incentrato sul mondo dell’arte e sui suoi protagonisti, attraverso il racconto di mostre, fiere, eventi e curiosità.
- Ad alta voce. È una riduzione radiofonica dei classici della grande letteratura letta dai grandi attori. Le puntate, contestualizzate da una prefazione e una postfazione “d’autore”, sono accompagnate dalla musica di Rai Radio 3.
- La Barcaccia, l’unico varietà operistico radiofonico quotidiano in onda su Rai Radio 3. La trasmissione ha l’obiettivo di divulgare ad ampio raggio l’Opera lirica italiana attraverso un intrattenimento satirico e leggero volto ad intrattenere anche un pubblico meno esperto.
- Dove fioriscono i limoni, una trasmissione in onda una volta alla settimana su Rai Radio 3 dedicata a ripercorrere tutti i luoghi d’Italia che sono stati, duecento anni prima, le tappe del celebre viaggio in Italia di Goethe.
- A teatro… su Rai Radio Techete', va in onda tutti i gironi uno spazio dedicato al teatro che dà voce ai più grandi drammaturghi e attori italiani.
- Festival 7 live, il contenitore radiofonico all’interno del quale Rai Radio Live Napoli ripropone le registrazioni esclusive dei concerti e delle performance migliori, registrate durante gli appuntamenti più prestigiosi dell’estate 2016.

Tutti questi programmi sono fruibili sul web in streaming, on demand o scaricabili come podcast.

#### La diffusione dei programmi Rai nel mondo
I principali canali radiotelevisivi della Rai, quindi Rai Italia, RaiNews24 e Rai World Premium, sono diffusi in tutto il mondo mediante numerosi satelliti geostazionari. Nelle differenti aree geografiche il segnale viene ricevuto direttamente dal satellite dei singoli utenti (DTH, direct to home), mentre nelle zone non coperte da questo tipo di tecnologia i canali vengono ricevuti da operatori locali e diffusi attraverso sistemi via cavo. Per i territori extra-europei si tratta di canali a pagamento, visibili solamente dopo la sottomissione di un regolare abbonamento le cui condizioni dipendono dall’area di residenza degli utenti. Per i territori europei invece solo Rai Italia e Rai World Premium sono di fatto canali TV a pagamento, mentre Rai 1, Rai 2, Rai 3, Rai Scuola, Rai Storia e RaiNews24 sono diffusi via satellite o digitale terrestre in forma gratuita, portandosi però dietro le problematiche legate al criptaggio di alcuni contenuti. RaiNews24 è l’unico canale che, in alcune fasce orarie, viene trasmesso in simulcast anche sulle tre principali reti Rai, riempiendo così il loro palinsesto televisivo. Radio Rai è invece facilmente ascoltabile sul web.

### L'alternativa alla programmazione Rai
Oltre alle produzioni Rai dedicate alle Comunità italiane all’estero, dal 2009 esiste anche un canale internazionale a pagamento della rete Mediaset, Mediaset Italia. Il palinsesto propone il meglio delle trasmissioni delle reti Mediaset in Europa, Australia, Canada e Stati Uniti d’America. Il canale è visibile sia in tv, grazie agli accordi presi con i diversi operatori televisivi del mondo, che inseriscono Mediaset Italia nella propria offerta televisiva via cavo o satellitare, che in streaming sul web. Le trasmissioni sono prevalentemente di informazione, intrattenimento, ma a differenza di Rai Italia non propone nessun programma pensato interamente per gli italiani all’estero.